# Ixelles
Ixelles ([iksɛl]IPA, nizozemsky Elsene [ˈɛlsənə]IPA) je jednou z devatenácti obcí začleněných do Bruselského regionu. Obdobně jako další obce regionu, je i Ixelles úředně dvojjazyčný.
Nachází se na předměstí směrem na jih od centra Bruselu a je geograficky rozdělen na dvě části. Jeho území protíná Avenue Louise, která je součástí samotného města Bruselu.
Patří k luxusním čtvrtím a je zvláště známý početnými společenstvími přistěhovalců z Evropy a z Konga (části Ixelles se přezdívá Matongé podle populární tržnice v Kinshase).

## Geografie
Ixelles/Elsene leží na jihu Bruselu. Avenue Louise/Louizalaan, která město rozděluje na dvě části, je administrativně součástí Bruselu. Menší západní část Baljuwstraat/Rue du Bailli se rozkládá přibližně od Avenue Louise/Louizalaan až k Brugmannlaan/Avenue Brugmann. V rozlehlejší východní části leží kampusy nejvýznamnějších bruselských univerzit, frankofonní Université Libre de Bruxelles a nizozemsky mluvící Vrije Universiteit Brussel, a rovněž náměstí Flagey, kde se nachází hlavní tramvajová křižovatka pro Ixelles. Na jihu se v těsném sousedství rozkládá park Bois de la Cambre.

## Historie

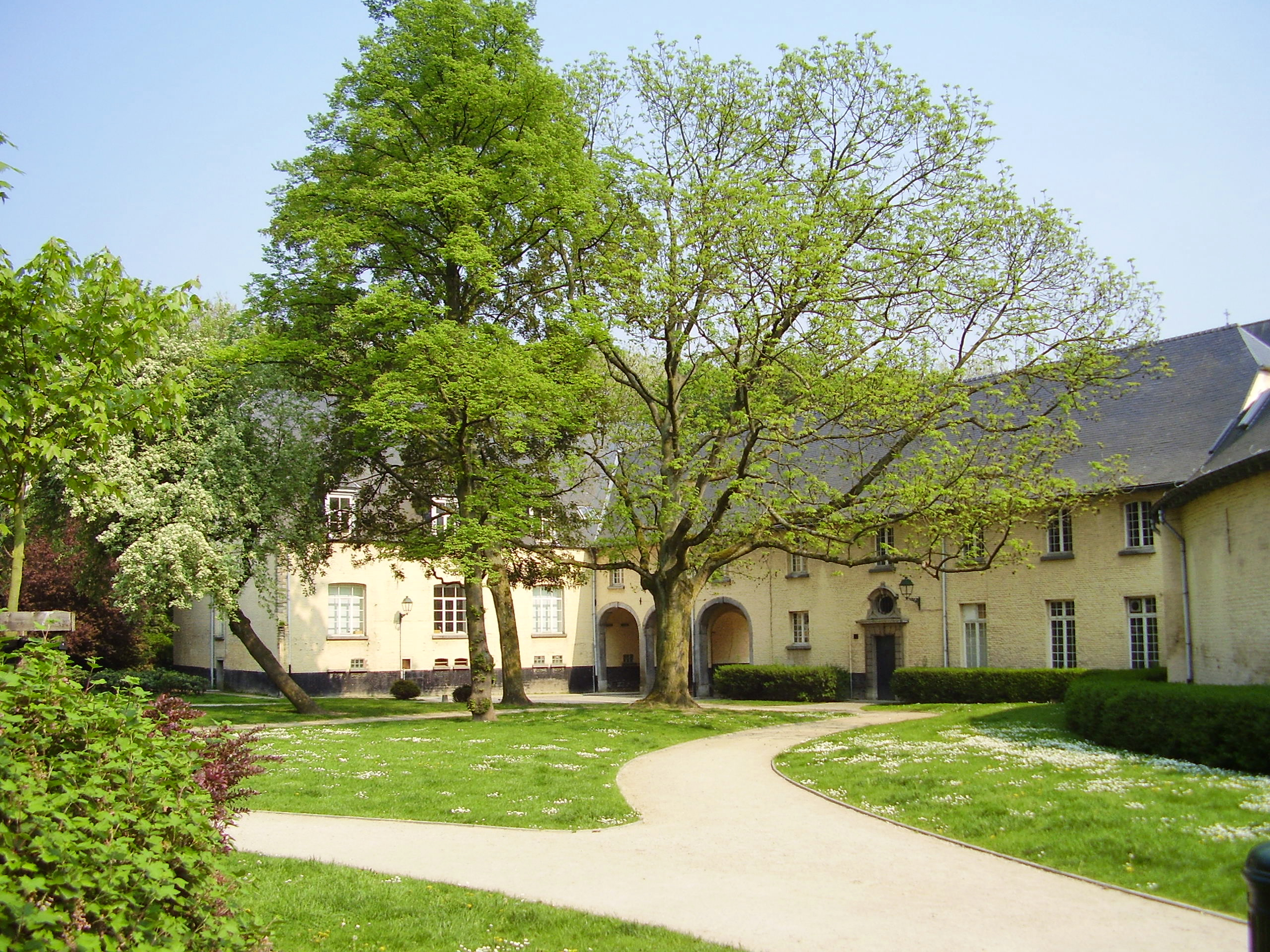
Dvůr a vchod do budov bývalého opatství La Cambre

Původní vesnice Ixelles náležela k opatství cisterciaček La Cambre, založenému roku 1201 a zrušenému v roce 1796. Vesnice ležela na rybnících mezi močály v údolí Maelbeek, zhruba na úrovni dnešního náměstí Place Flagey/Flageyplein. Dochovala se z nich jen malá část. Rostly zde především olše, jejichž název se odráží v označení místa a v erbu. Je kombinací slov else = olše a sele = osada, sídlo (jako ve slově Brusel). Z toho se v nizozemštině stal Elsen, později Elsene, francouzsky Isselles,  Ixel, poté Ixelles,což se kvůli neznalosti původní výslovnosti nyní vyslovuje francouzsky [iksɛl].
Výstavba Louise Avenue lemované kaštanovou alejí byla zadána v roce 1847 se záměrem konkurovat pařížskému bulváru Haussmann. Projekt zpočátku vyvolával odpor, protože šlo o dosud jedinou přístupovou cestu do městského lesa (Bois de la Cambre/Ter Kamerenbos). Roku 1864 území a projekt převzalo město Brusel, čímž se obešel odpor místních obyvatel. Nejprve byl Ixelles předměstím Bruselu a brzy jeho integrální součástí.

## Ekonomika
V obci sídlí belgický chemický koncern Solvay.

## Památky
- La Cambre – komplex budov bývalého opatství cisterciaček s kostelem Panny Marie
- secesní architektura měšťanských domů

## Vzdělávání
- Vysoká škola vizuálních umění

## Osobnosti
- Anna Bochová (1848–1936), malířka
- Auguste Perret (1874–1954), architekt, stavitel a urbanista
- Michel de Ghelderode (1898–1962), prozaik, dramatik a esejista
- Léon-Joseph Suenens (1904–1996), kardinál a metropolita belgický
- Agnès Varda (1928–2019), francouzská filmová režisérka, scenáristka, dokumentaristka a profesorka
- Audrey Hepburnová (1929–1993), britská herečka
- Ursula von der Leyenová (* 1958), německá politička, předsedkyně Evropské komise
- Sophie Wilmèsová (* 1975), politička, belgická premiérka